# Thomas Van Der Haegen
Thomas Van Der Haegen (6 april 1991) is een Belgische voetballer die onder contract staat bij Standaard Wetteren.

## Spelerscarrière
| seizoen | club               | land   | competitie         | wed. | goals |
| ------- | ------------------ | ------ | ------------------ | ---- | ----- |
| 2011/12 | SV Zulte Waregem   | België | Jupiler Pro League | 3    | 0     |
| 2012/13 | Standaard Wetteren | België | Tweede klasse      | 17   | 5     |
|         |                    |        | Totaal             | 20   | 5     |